# Saxon Sydney-Turner

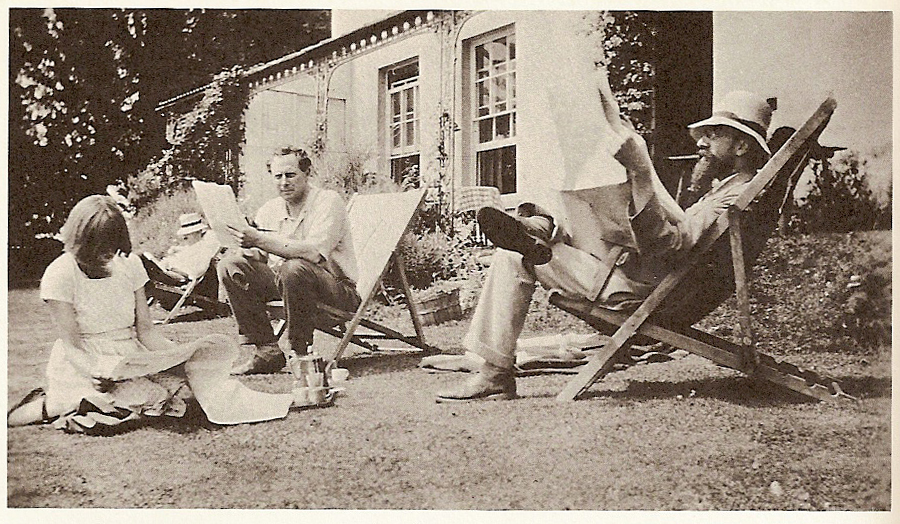
Lytton Strachey met Carrington en Ralph Partridge; typerenderwijs is de lezende man op de achtergrond, met strooien hoed, Saxon Sydney-Turner

Saxon Sydney-Turner (1880 - 1962) was een centraal figuur in de vriendenkring van kunstenaars, schrijvers, en intellectuelen die later werd aangeduid als de Bloomsburygroep. Sydney-Turner studeerde vanaf 1899 aan Trinity College, Cambridge. Hij werd opgenomen in het geheim genootschap van de Cambridge Apostles en raakte daar bevriend met Lytton Strachey, John Maynard Keynes, Leonard Woolf, E.M. Forster en G.E. Moore. Deze vriendengroep zou de kern vormen van de latere Bloomsburygroep.
Sydney-Turner was evenwel noch kunstenaar, noch schrijver. Hij studeerde af en deed daarna het zogenaamde civil service exam, waarna hij een baan kreeg aan het Britse Ministerie van Financiën. Daar zou hij de rest van zijn leven blijven. Binnen de Bloomsburygroep bleef hij een sterk aanwezige, maar enigmatische figuur. Leonard Woolf beschreef - in zijn Sowing: an autobiography of the years 1880-1904  - Sydney-Turner als volgt:
Both physically and mentally Saxon was ghost-like, shadowy. He rarely committed himself to any positive opinion or even statement. His conversation – if it could rightly be called conversation – was extremely spasmodic, elusive, and allusive. You might be sitting reading a book and suddenly find him standing in front of you on one leg in front of the fire knocking out his pipe into the fireplace and he would say without looking up: 'Her name was Emily'; or perhaps: 'He was right.' After a considerable amount of cross-examination, you would find that the first remark applied to a conversation weeks ago in which he had tried unsuccessfully to remember the christian name of Miss Girouette in Nightmare Abbey, and the second remark applied to a dispute between Thoby Stephen and myself which I had completely forgotten because it had taken place in the previous term